# Miechów (gromada w powiecie miechowskim)
Miechów – dawna gromada, czyli najmniejsza jednostka podziału terytorialnego Polskiej Rzeczypospolitej Ludowej w latach 1954–1972.
Gromady, z gromadzkimi radami narodowymi (GRN) jako organami władzy najniższego stopnia na wsi, funkcjonowały od reformy reorganizującej administrację wiejską przeprowadzonej jesienią 1954 do momentu ich zniesienia z dniem 1 stycznia 1973, tym samym wypierając organizację gminną w latach 1954–1972.
Gromadę Miechów z siedzibą GRN w mieście Miechów (nie wchodzącym w skład gromady) utworzono 1 stycznia 1969 w powiecie miechowskim w woj. krakowskim z obszaru zniesionych gromad Bukowska Wola i Zagorzyce; równocześnie do gromady Miechów przyłączono wieś Poradów z gromady Jaksice oraz wieś Falniów z gromady Miechów-Charsznica.
27 stycznia 1969 z gromady Miechów wyłączono wieś Kalina Mała włączając ją do gromady Kalina Wielka.
W kwietniu 1969 dla gromady ustalono 22 członków gromadzkiej rady narodowej. 1 stycznia 1970 gromada składała się ze wsi: Brzuchania, Bukowska Wola, Falniów, Kalina Lisiniec, Kalina Rędziny, Podleśna Wola, Podmiejska Wola, Poradów, Pstroszyce Pierwsze, Pstroszyce Drugie, Siedliska, Strzeżów Pierwszy, Strzeżów Drugi i Zagorzyce.
Gromada przetrwała do końca 1972 roku, czyli do kolejnej reformy gminnej. 1 stycznia 1973 utworzono gminę Miechów.